# Alexandre de Solms-Braunfels
Le prince Alexandre-Frédéric-Louis de Solms-Braunfels (né le 12 mars 1807 à Königsberg et mort le 20 février 1867 à Marxheim) est un général dedivision  prussien.

## Biographie

### Origine
Alexandre est membre de la famille princière de Solms-Braunfels et neveu du roi Frédéric-Guillaume II. Il est le second fils du major général prussien Frédéric-Guillaume de Solms-Braunfels (1770-1814) et de la princesse Frédérique de Mecklembourg-Strelitz (1778-1841). Les généraux Guillaume (1801-1868) et Charles (1812-1875) sont ses frères. Depuis que sa mère, dont le premier mariage était avec Louis-Charles de Prusse (1777-1796), est veuve et contracte un troisième mariage avec le duc Ernest-Auguste de Brunswick-Lunebourg, le général Frédéric de Prusse (1794-1863) et le roi Georges V de Hanovre (1819-1878) sont également ses demi-frères.

### Carrière
Alexander commence sa carrière d'officier à l'école des cadets de Berlin avant d'être promu sous-lieutenant à l'âge de 16 ans. En 1825, il est affecté au régiment de dragons de la Garde et s'enrôle l'année suivante. Il est promu premier lieutenant en 1834 et capitaine en 1835. En tant que tel, il est agrégé au 4e régiment de dragons (pl) et doit rejoindre le commandement général du 8e corps d'armée. Cependant, en 1835, il devient commandant d'escadron du 8e régiment de hussards (de). En décembre 1837, il reçoit la Grand-croix de l'ordre de la Maison de Brunswick d'Henri le Lion. Sa promotion au grade de major a lieu en 1842 avec agrégation simultanée au 12e régiment de hussards. En février 1843, il est honoré de la Grand-croix de l' ordre de la Maison ernestine de Saxe. Finalement, en 1845, il devient officier d'état-major permanent du 3e régiment de hussards. En mars 1848, il est d'abord « par intérim » et confirmé comme commandant du régiment en mai. Il est promu lieutenant-colonel en 1850 et reçoit l'ordre de l'Aigle rouge de 2e classe en 1851. Également en 1851, il est promu colonel et reçoit sa retraite avec une pension en 1853 avec le caractère de major général.

### Famille
En 1863, Alexandre se marie avec la baronne Luise von Landsberg-Velen (de) (1835-1894), fille du chambellan prussien et député de la chambre des seigneurs de Prusse Engelbert von Landsberg-Velen und Steinfurt (de) et la comtesse Hermine von Hatzfeldt-Schönstein.  Le mariage donne naissance à un fils.
- Frédéric Engelbert Alexandre Aloys Hubert Marie de Solms-Braunfels (de) (1864-1936), lieutenant-colonel à la suite dans l'armée royale prussienne, plus récemment lieutenant-colonel marié en 1896 avec la comtesse Maria von Westphalen zu Fürstenberg (1868-1934)[6], fille de Joseph comte von Westphalen zu Fürstenberg et de Katharina Friedberg de Saint-Pétersbourg[7]